# 島霞谷

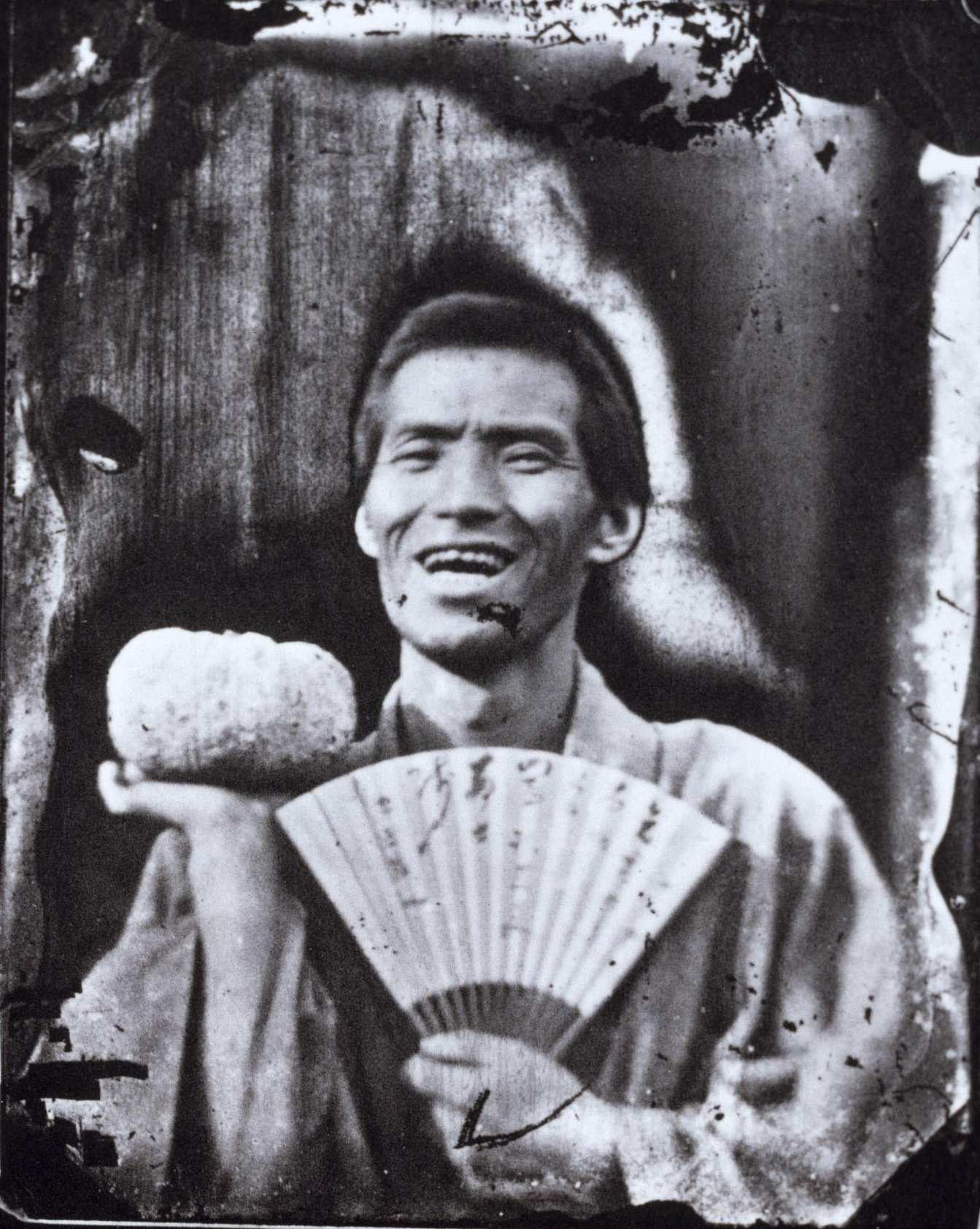
島霞谷のポートレート

島 霞谷（しま かこく、1827年 - 1870年）は、幕末・明治時代の画家、写真家。名は玉之助。

## 経歴
1827年（文政10年）下野国都賀郡栃木町に生まれる。椿椿山に絵をならう。1856年（安政3年）蕃書調所が設立されると、そこで翻訳に従事した。このころ外国人から写真術を修得し、江戸下谷で写真館を開業した。
1869年（明治2年）大学東校の書記官となる。そこで教科書を印刷するために独自の鉛鋳造活字を完成させた。この間、西洋画の模写や写真をもとにした油絵を多数のこす。妻の隆は日本最初の女性写真家となった。
1870年（明治3年）、44歳で熱病により死去。墓所は浅草新堀端の浄念寺。
1988年（昭和63年）に霞谷夫妻の子孫宅の土蔵から、霞谷の膨大な遺品約2000点がそっくりそのままの状態で発見された。霞谷夫妻の全貌が明らかになっただけでなく、江戸幕末期の状況を多角的に考察できる第一級の史料を今日に提供することとなった（群馬県立歴史博物館寄託）。